# Chilena (fútbol)

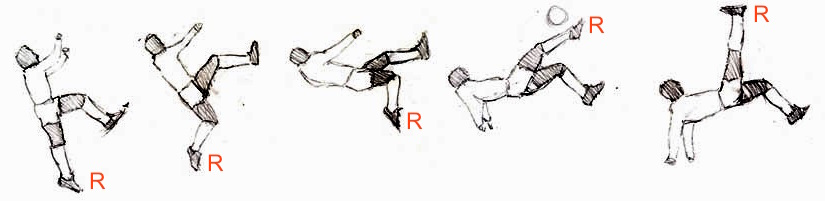
Fases de su ejecución. La R señala el pie derecho

La chilena es una acrobacia usada en el fútbol, el fútbol sala y el fútbol playa, en la que el jugador, mientras está en el aire, contacta el balón. Se ejecuta cuando el jugador reclina su espalda hacia atrás, se impulsa con una pierna mientras la otra está más arriba, baja la pierna que está arriba y coloca la otra sobre la cabeza, con el objetivo de golpear la pelota en un lanzamiento aéreo, sin que su espalda toque el suelo. Por sus características, es similar a la «tijera» —o «media chilena»—, con la diferencia en que la posición del jugador en el aire no es vertical, sino paralela al terreno de juego.
Los especialistas consideran que requiere una habilidad avanzada —por lo que es vista ocasionalmente durante los partidos—, arrriesgada para los jugadores inexpertos, sancionada como «jugada peligrosa» si es imprudente y un lujo si es realizada correctamente, más aún cuando es convertido un gol, lo que causa generalmente la ovación incluso del público rival. La FIFA la describe como «lo más espectacular visto en el fútbol».
Existen algunas controversias sobre su origen —pues hay versiones en diferentes países (como Brasil, Chile, Italia y Perú) sobre quién, dónde y cuándo fue creada—, aunque el registro más antiguo encontrado de su genuina ejecución está en Chile. El término «chilena» ha sido admitido por la Real Academia Española en su diccionario y utilizado por la FIFA en las ediciones en español de sus circulares, documentos, sitio web y revista oficiales, así como en España y la mayor parte de Hispanoamérica.

## Historia

### Antecedentes
Con el establecimiento de la Asociación Inglesa de Fútbol el 26 de octubre de 1863 y la unificación y codificación de sus reglas el 8 de diciembre del mismo año, el fútbol se sistematizó, comenzó a expandirse por el Reino Unido de Gran Bretaña e Irlanda y se empezaron a disputar sus primeros encuentros.
Por medio de la inmigración británica, también se hizo conocido en otros países; el primer partido de fútbol registrado en América del Sur fue jugado entre obreros británicos en el campo del Buenos Aires Cricket Club, ubicado en los bosques de Palermo (Argentina), el 20 de junio de 1867.

### La chilena

#### Antecedentes
El fútbol llegó a Chile en el siglo XIX junto con los inmigrantes británicos, que entraron a través de los puertos de Valparaíso —para luego pasar a Santiago—, Coquimbo y Talcahuano, entre otros. El primer campo donde se jugó fútbol en Chile se ubicaba en los terrenos del colegio británico The Mackay School (1857), en el Cerro Alegre de Valparaíso, lugar de residencia de muchos miembros de la comunidad británica en el puerto y quienes habrían creado el primer club de fútbol de la historia de Chile: el Mackay and Sutherland Football Club en 1882. Para 1884, empleados y directores de empresas comerciales inglesas jugaban habitualmente en el Parque Cousiño de la capital chilena.
En Valparaíso el 15 de agosto de 1892 se fundó Santiago Wanderers, el «club vigente más antiguo de Chile». En 1893, comenzaron los intercities, encuentros entre jugadores de Santiago y de Valparaíso, que aceleraron el desarrollo de la práctica futbolística en Chile. Conocido como el primer partido formal en la historia del fútbol chileno, el primer encuentro inter city se jugó en el Parque Cousiño el 5 de agosto de 1893 entre seleccionados de Valparaíso y Santiago; el partido terminó 7-2 a favor de los porteños.
En Valparaíso el 19 de junio de 1895, se creó la Football Association of Chile —la antecesora de la Federación de Fútbol de Chile (1926)—, afiliada a la FIFA en 1913 y una de las cuatro federaciones fundadoras de la Confederación Sudamericana de Fútbol (Conmebol) el 9 de julio de 1916.

#### Origen y denominación

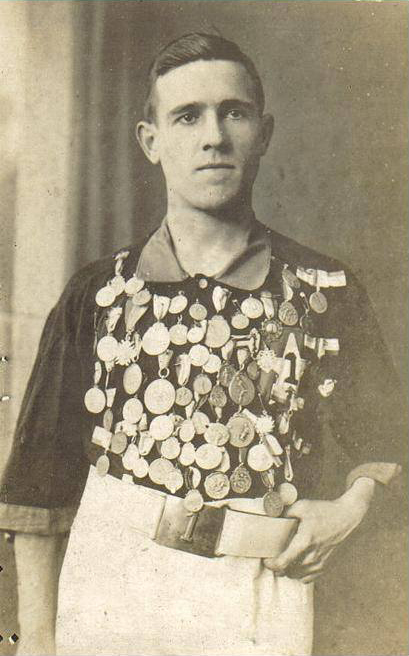
Ramón Unzaga, el registrador en 1914

En 1906 llegó a Chile con 14 años de edad el español Ramón Unzaga, quien se nacionalizó chileno a los 18. Fue un deportista multifacético: comenzó su carrera como futbolista en clubes aficionados y además practicaba atletismo, ciclismo, clavados, natación y waterpolo.
Posiblemente inspirado por el estilo «tijera» del salto de altura y tras ensayarla, Unzaga estrenó oficialmente esta técnica como recurso defensivo el 16 de enero de 1914 en el Estadio El Morro de Talcahuano. Este hecho fue reseñado por el periodista y escritor uruguayo Eduardo Galeano en su libro El fútbol a sol y sombra (1995). Inicialmente, esta pirueta fue nombrada chorera en Talcahuano, en alusión a la «Escuela chorera», la selección de fútbol de dicho puerto; mientras que Unzaga se refería a ella como salto de lujo o mi jugada.
Luego de haber alcanzado la fama por su habilidad, fue jugador y el capitán de la selección chilena, con la que participó en dos Campeonatos Sudamericanos —actual Copa América—: el I, disputado en Buenos Aires (Argentina) en julio de 1916, y el IV, realizado en Viña del Mar (Chile) en septiembre de 1920. En ambos campeonatos, Unzaga realizó frecuentemente esta pirueta que la prensa argentina llamó chilena el 2 de julio de 1916, durante el partido inaugural de la primera edición entre Chile y Uruguay en el Estadio GEBA, y la prensa uruguaya denominó trizaga, «porque según ellos valía por tres, y porque también en su país los maravilló por su famosa jugada». Aquellos que vieron a Unzaga jugar fútbol contaban que no tenía inconvenientes en ejecutar varias «chilenas» en un mismo partido.
La Asociación Nacional de Fútbol Profesional publicó el libro 75 años de campeonatos profesionales del fútbol chileno (2008), donde estableció a Unzaga como el creador de la chilenita, nombre con que la jugada se popularizó en Chile. En un artículo publicado en el diario chileno El Mercurio en 2009, se señaló que la certificación de la jugada realizada por Unzaga en 1914 era real, lo que fue acreditado por la Asociación de Fútbol de Talcahuano. En 2014 la Municipalidad de Talcahuano inauguró una estatua que representa a Unzaga desarrollando la «chilena» como celebración de su centenario.

#### Difusión
Emulando a Unzaga, en Chile este lance acrobático no solo siguió practicándose de manera defensiva —ya en 1923 hay registros de la chilenita, término utilizado incluso hoy en diversos países de Hispanoamérica—, sino que comenzó a ser utilizado como recurso ofensivo por los delanteros. 
Uno de ellos fue David Arellano, un «observador acucioso de los acontecimientos del Campeonato [Sudamericano] de [Viña del Mar en] 1920», uno de los fundadores del club de fútbol chileno Colo-Colo en 1925 y uno de sus astros. Durante la gira internacional de dicho club en 1927, presentó la jugada en Europa. Años más tarde, Jacinto Quincoces, defensa del Deportivo Alavés, llegó a ser famoso por sus despejes de tijera, nombre que recibió la acrobacia en España, donde también se utilizó la expresión «remate o despeje de cuchara».
Durante la disputa del Campeonato Carioca de 1932, se registró el primer gol mediante esta pirueta en Brasil, donde fue denominada «bicicleta» en portugués. El tanto fue convertido por Leônidas da Silva, a quien en Brasil durante años se le atribuyó ser su inventor, hecho que él mismo se encargó de desmentir. La globalizó durante la Copa Mundial de Francia 1938 y anotó mediante esta en la Batalla de Burdeos. En 1939 la jugada habría sido nuevamente realizada en Buenos Aires por un futbolista chileno, esta vez por Ascanio Cortés, defensa del club River Plate. Ese mismo año, este salto acrobático arribó a México con el nombre de «chilena» en los pies de los jugadores de la selección vasca. Prontamente los futbolistas mexicanos se hicieron sus hábiles ejecutantes, destacándose tanto los despejes del defensa José Gutiérrez como los remates del delantero Octavio Vial.
Los cronistas deportivos del fútbol español veían la necesidad de referirse al remate de «cuchara», «tijera» o «tijereta» con el agregado «de espaldas a la puerta», una jugada más específica que la habitual «tijera», en la cual el jugador puede tomar otra posición en su salto. Paralelamente, al retomarse los enfrentamientos deportivos con equipos y selecciones sudamericanas, comenzaron a quedar de manifiesto aspectos tales como: en Sudamérica esta jugada poseía su propio nombre, la «chilena», allí existían hábiles ejecutantes, y no era considerada juego peligroso, como sí ocurría en España entonces —como homenaje a Arellano, fallecido en Valladolid tras un accidente al haber realizado una—. Es así como esa comenzó a ser la denominación generalizada en España.

### La chalaca

#### Antecedentes
El fútbol fue introducido en el Perú en el siglo XIX por jóvenes peruanos regresando del Reino Unido y por inmigrantes británicos, incluyendo marineros que lo practicaban durante su estadía en los puertos del país. Según el historiador peruano Jorge Basadre en su obra Historia de la República del Perú (edición de 1968), el registro más antiguo de un partido de fútbol «entre chalacos y limeños, en el que jugaron ingleses residentes y unos cuantos peruanos», data del 3 de agosto de 1892; este match fue organizado por los miembros del Lima Cricket and Football Club (fundado como Lima Cricket Club por la comunidad inglesa en 1859, se fusionó al Lima Lawn Tennis Club en 1885, cuando cambió su nombre a Lima Cricket and Tennis Club; adoptó el actual en 1906 debido a la creciente llegada de hinchas adeptos al fútbol). El registro más antiguo conocido de un partido de fútbol entre peruanos e ingleses data del 24 de junio de 1894.

#### Origen y denominación

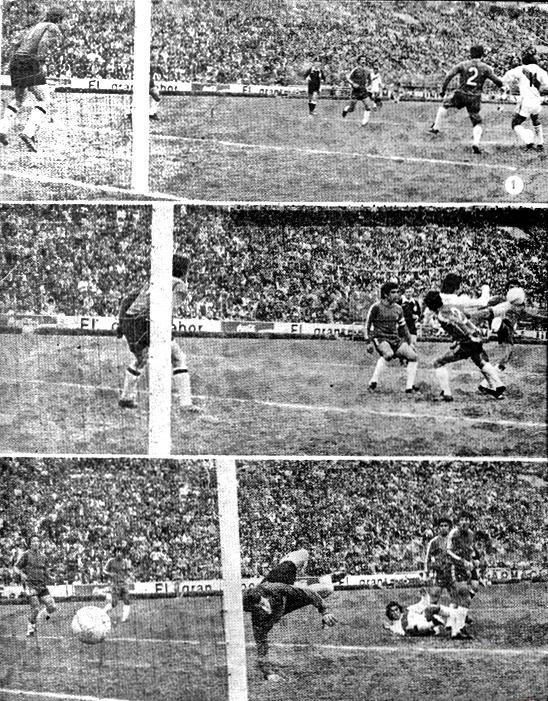
Juan Carlos Oblitas hace un gol de «chalaca»

«Tiro de chalaca», comúnmente acortado a «chalaca», es el nombre originario del Perú de esta jugada —usado también en Colombia—, el cual es asociado con la teoría de que habría sido creada en la ciudad del Callao antes que en Chile. Por ejemplo, en la novela La ciudad y los perros (1962) del escritor peruano Mario Vargas, es mencionado: «Sólo los chalacos manejan las patas como se debe, mejor que las manos, ellos deben haber inventado la chalaca, pero no es fácil, cualquiera no levanta las dos patas a la vez y las planta en la cara del enemigo».
En un artículo publicado por el diario peruano El Comercio en 2004, el periodista argentino Jorge Barraza —exdirector de prensa de la revista oficial de la Conmebol— postuló: «Todo indica que [la jugada] es peruana, se le conoce internacionalmente como "chilena", la patentó un español y tomó nombre en Argentina [...] Los primeros en hacerla, según testimonios periodísticos muy antiguos y relatos orales, fueron los negros del puerto del Callao, donde tuvo su nacimiento el fútbol peruano [...] A fines del siglo XIX y comienzos del XX, eran frecuentes los enfrentamientos entre chilenos y peruanos, muy conectados a través de los viajes marítimos entre Valparaíso y el Callao. Allí fue donde los marineros y futbolistas chilenos y británicos habrían visto hacer esta maravilla futbolera» y durante una entrevista hecha por la colombiana RCN Radio en 2011, explicó: «Allí fue donde vieron por primera vez esa maravillosa jugada, del cuerpo contorsionado, a la que llamaban la chalaca», citando que varios diarios chilenos de 1900 aludían al truco como la "chalaca" o la "chorera".
El primer registro documentado de la acrobacia en Perú data de 1924 —otras fuentes señalan en 1928—, cuando Alejandro Villanueva la hizo en un partido del campeonato nacional; la que fue inicialmente llamada caracol por los diarios locales, pero para entonces la afición peruana ya conocía el concepto de la jugada como "chalaca" y pronto los diarios también empezaron a usar ese nombre. En 1930, la revista Variedades comentó aquella jugada: «El gol que mayor satisfacción le ha dejado al popular 'manguera' [apodo de Villanueva] ha sido el que le puso a los iqueños en el primer y último Campeonato Nacional». Entonces, Villanueva comentó: «Estaba de espaldas a la valla. De pronto ví el pase a 'media agua' y la jalé para atrás. Me aplaudieron mucho». En 1932, el compositor peruano Felipe Pinglo, también aficionado al fútbol y cronista deportivo, compuso un vals que en parte dice: «Alejandro Villanueva, del fútbol peruano honor, dribleando tu estilo único es, tus shots y jaladas sin igual; la de cuero y goma entre tus pies es esclava de tu voluntad».

## Debate
En 2006 el abogado Manuel Burga, entonces presidente de la Federación Peruana de Fútbol, expresó: «Aunque se molesten mis amigos chilenos, pero el brillante gol marcado por Ronaldinho el pasado sábado frente al Villarreal es de creación peruana. Esta disputa viene de años, no de ahora y siempre lo hemos aclarado, pero ahora estamos buscando información que sustente lo que afirmamos». El periodista Harold Mayne-Nicholls, entonces presidente de la Federación de Fútbol de Chile, replicó: «El primero en realizar esta acción fue un jugador de Talcahuano, pero que los peruanos se atribuyan el origen no es nuevo. En todo caso, ellos la llaman chalaca y en el resto del mundo se conoce como chilena. Por algo será». Asimismo, el exfutbolista peruano Teófilo Cubillas propuso patentarla, aunque aquello no correspondía porque no es un invento sino solo una manera de golpear el balón.
En un artículo publicado por el diario chileno El Mercurio en 2009, el periodista peruano Roberto Castro indicó: «La tradición oral nos habla de un partido en la cancha de la Mar Brava en 1913, anterior al gol que convirtió el chileno Ramón Unzaga, [pero en Chile] se certifica la primera vez... Lo otro es que "chalaca" sólo se le dice en Perú y Ecuador. Si el resto de Hispanoamérica conoce a la jugada como "chilena" es gracias a los españoles, pues en 1927, en la gira de Colo-Colo a España, David Arellano la ejecutó». El historiador peruano Walter Arana agregó: «El problema es que varios investigadores hemos andado tras la pista del autor de la "chalaca" del partido de Mar Brava, sin poder dar con su identidad». Para el diario chileno La Tercera en 2014, el historiador español del Centro de Investigaciones de Historia y Estadística del Fútbol Español (Cihefe) Fernando Arrechea mencionó: «Conozco la teoría [peruana], pero no me convenció. Es muy reciente y no hay pruebas que la avalen. Me convence más la autoría de Unzaga, porque hay testimonios de época».
En un artículo publicado por el portal de noticias británico BBC Mundo en 2018, el psicólogo peruano Julio Hevia opinó sobre los nombres «chilena» y «chalaca» para la misma acrobacia: «Esta discusión no tiene nada que ver con la guerra ni con traumas históricos. Si fuera así, deberías aplicar ese criterio para cualquier variante del habla entre Perú y Chile cuando es normal que el lenguaje coloquial cambie de un país a otro», aportando a la idea de que en Perú la habrían bautizado antes y respondiendo a la tesis de que no le llamarían «chilena» como un rencor de guerra, lo que habría motivado la aparición de una versión de origen propia ambientada donde la conocieron. Mientras tanto, en Perú continúan buscando algún documento en hemerotecas que demuestre su proposición.

## Empleo
Otros ejecutores destacados han sido Silvio Piola, Carlo Parola, Pelé, Elías Figueroa, César Gonzales, Klaus Fischer, Hugo Sánchez, Diego Maradona, Amara Simba, Jean-Pierre Papin, Marco van Basten, Rivaldo, Jaime Iván Kaviedes, Ronaldinho, Wayne Rooney, Moussa Sow, Zlatan Ibrahimović —con la cual ganó un Premio Puskás—, Philippe Mexès, Cristiano Ronaldo y Gareth Bale —en una final de la Liga de Campeones de la UEFA—.
Ha sido plasmada, por ejemplo, tanto en el logotipo del Sindicato de Futbolistas Profesionales de Chile (1960) y del premio Jugador Mundial de la FIFA (1991-2009) como en el emblema oficial de la Copa Mundial de Fútbol de 2010. También apareció en la película estadounidense Victory (1981), realizada por Pelé en su clímax, y en el afiche del filme Pelé, el nacimiento de una leyenda (2016).